# Prorussische Proteste zum russischen Überfall auf die Ukraine 2022

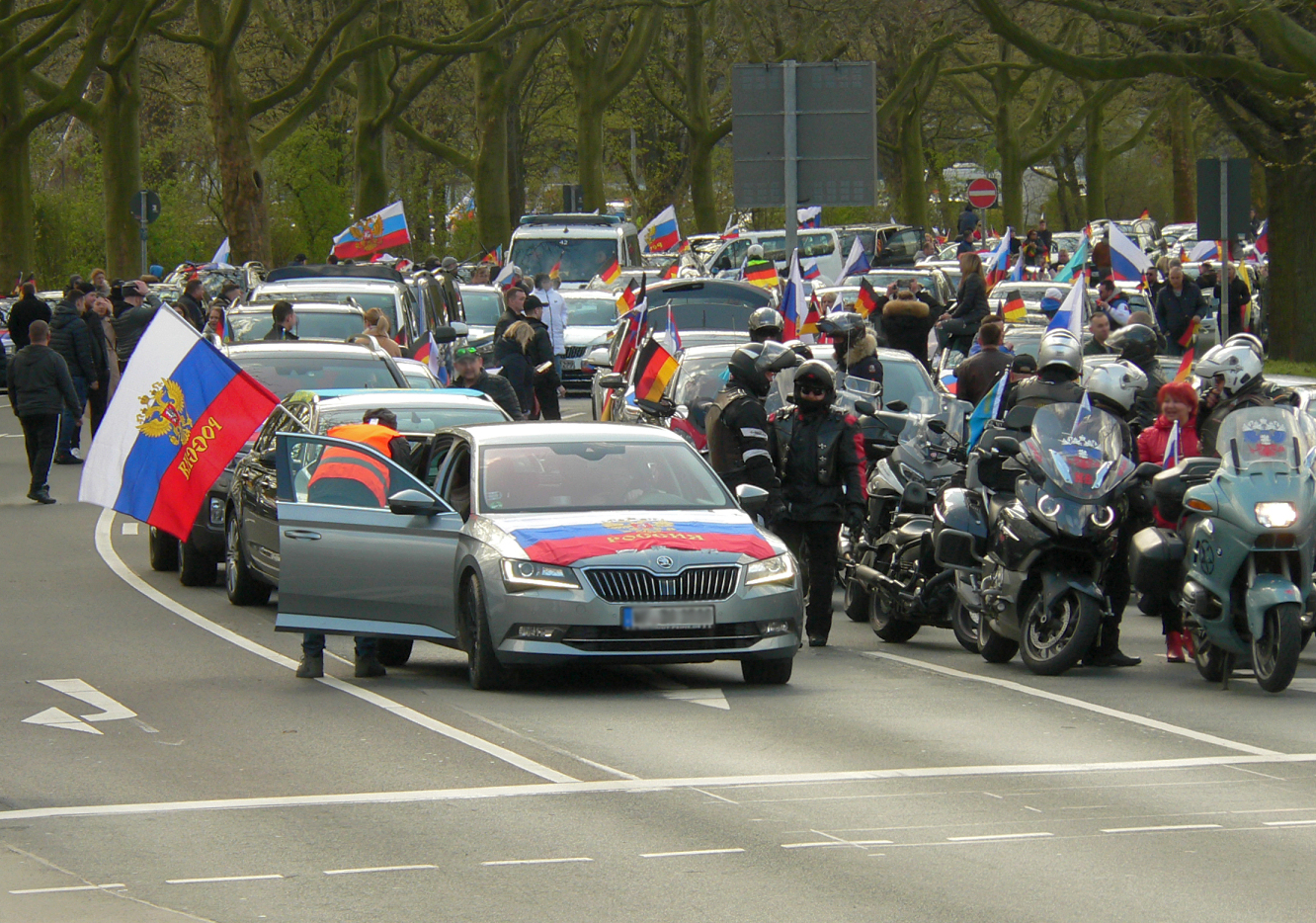
Prorussischer Autokorso am Startpunkt in Hannover, 10. April 2022

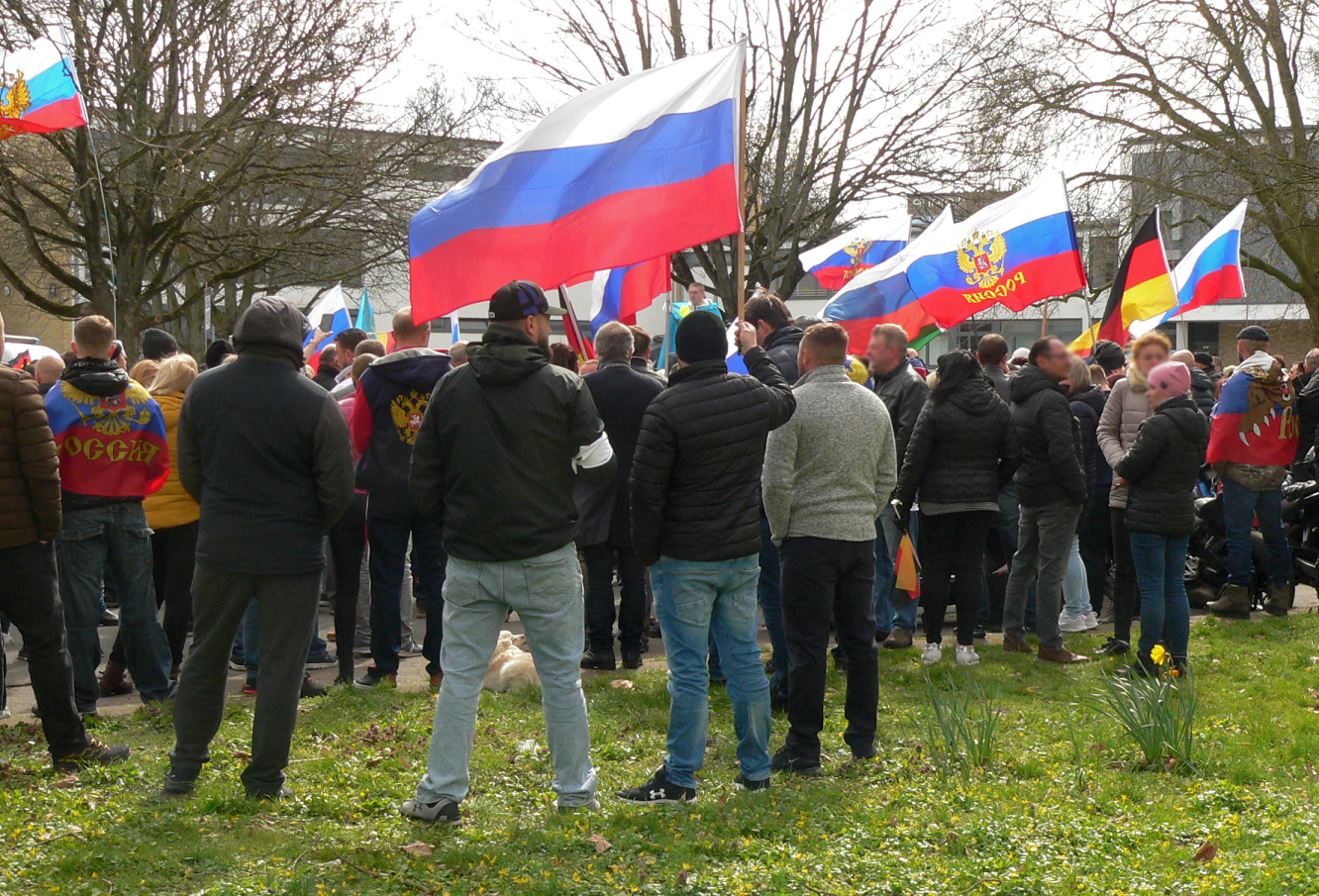
Ansprache vor einem Autokorso in Hannover

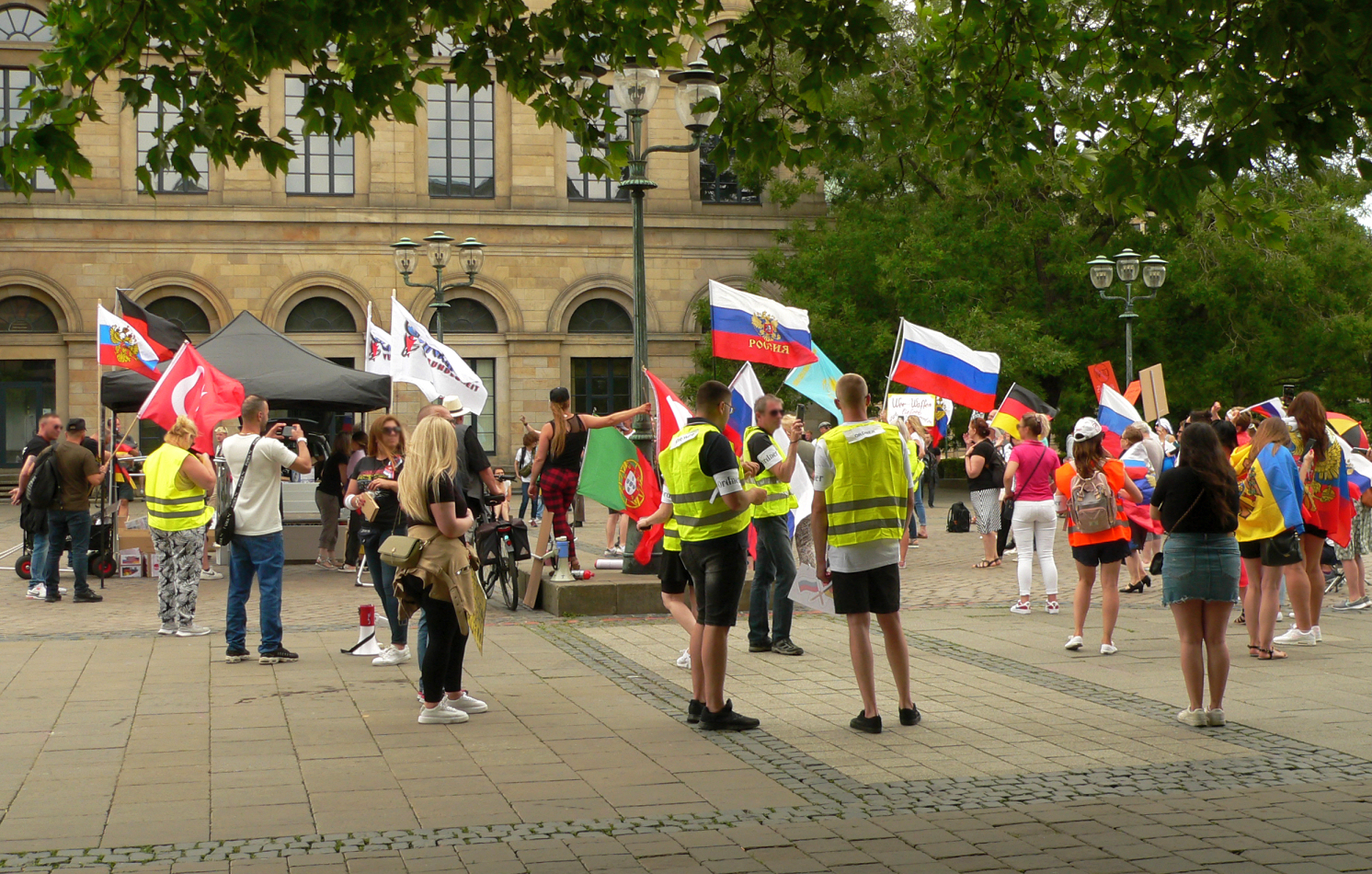
Prorussische Demonstration in Hannover, 2022

Prorussische Proteste zum russischen Überfall auf die Ukraine 2022 wurden in mehreren europäischen Ländern, darunter Deutschland, Griechenland, Irland und Serbien, durchgeführt. Sie fanden hauptsächlich von März bis Dezember 2022 als Demonstrationen und Autokorsos statt, danach nur noch vereinzelt. Die nach dem russischen Überfall auf die Ukraine einsetzenden Proteste in Deutschland richteten sich vordergründig gegen die Diskriminierung russischsprachiger Menschen in Deutschland, um den völkerrechtswidrigen Angriffskrieg Russlands zu unterstützen. Die Demonstrationen stießen in Deutschland auf Kritik und führten zu Gegenprotesten aus Solidarität mit der Ukraine.

## Verlauf
Prorussische Protestaktionen fanden vor allem in Ländern und Bereichen statt, in denen eine größere Anzahl russischstämmiger oder russischsprachiger Menschen leben. Bei den Teilnehmern in Deutschland handelte es sich vielfach um Spätaussiedler aus den Nachfolgestaaten der Sowjetunion oder um Russlanddeutsche. Die Kommunikation der Aktionsteilnehmer und Sympathisanten lief vielfach über deutsch- und russischsprachige Telegramkanäle, in denen auch Fake News zu Übergriffen auf Menschen mit russischen Wurzeln kursierten.
Während der Protestaktionen wurden vor allem russische Flaggen, zum Teil mit dem Wappen Russlands, gezeigt. Bei Autokorsos waren sie an den Fahrzeugen angebracht. Beim Motto der Veranstaltungen fanden sich unter anderem die Aussagen „Gegen die Diskriminierung russischsprechender Menschen“, „Stopp Russophobia“ und „Gegen die Diskriminierung russischsprachiger Kinder in den Schulen“. Berichte über Kundgebungen von Putin-Sympathisanten spielten der russischen Propaganda in die Hände: Videos von Autokorsos wurden unverzüglich auf dem Online-Portal der staatlichen russischen Nachrichtenagentur RIA Novosti eingestellt.

### Protestaktionen in Deutschland
| 5. März 2022      | Berlin                                            | Demonstration mit 120 Teilnehmern auf dem Platz des 18. März vor dem Brandenburger Tor. |
| 27. März 2022     | Köln – Bonn                                       | Autokorso mit mehreren hundert Autos und 500 Teilnehmern unter dem Motto „Friedensdemo“. |
| 3. April 2022     | Berlin                                            | Autokorso mit 450 Autos und 900 Teilnehmern unter dem Motto „Keine Propaganda in der Schule - Schutz für russischsprechende Leute, keine Diskriminierung“. |
| 3. April 2022     | Bad Kreuznach                                     | Demonstration mit 450 Teilnehmern unter dem Motto „Gegen die Diskriminierung der russisch-sprachigen Mitbürger in Deutschland, gegen Krieg und gegen Faschismus“. Gegen einen Teilnehmer wurde wegen Belohnung und Billigung von Straftaten ermittelt, weil er auf seiner Mütze ein russisches Sankt-Georgs-Band in der Form des Buchstabens Z trug. |
| 9. April 2022     | Lübeck                                            | Autokorso mit 60 Autos und 150 Teilnehmern unter dem Motto „Gegen den Hass“, von der Polizei gestoppt. |
| 9. April 2022     | Flensburg                                         | Autokorso mit 50 Autos. |
| 9. April 2022     | Stuttgart                                         | Autokorso mit 190 Autos unter dem Motto „Gegen die Diskriminierung russischsprechender Menschen“. Gegendemonstration mit 25 Teilnehmern. |
| 10. April 2022    | Lörrach                                           | Autokorso mit über 100 Autos und 500 Teilnehmern unter dem Motto „Gegen Diskriminierung der russischsprachigen Mitbürger in Deutschland, gegen Krieg, gegen Faschismus und Nazismus“. Gegendemonstration mit 130 Teilnehmern und Mahnwache mit 350 Teilnehmern. |
| 10. April 2022    | Hannover                                          | Autokorso mit 350 Autos und 600 Teilnehmern unter dem Motto „Gegen Volksverhetzung, Mobbing und Diskriminierung der russischen Bevölkerung“. Gegendemonstration des Freundeskreises Hannover unter dem Motto: „Hannover zeigt Haltung für eine sofortige Beendigung des Krieges“ mit 3500 Teilnehmern vor dem Neuen Rathaus an der Strecke des Autokorsos. |
| 10. April 2022    | Osnabrück                                         | Demonstration mit 260 Teilnehmern unter dem Motto „Gegen Rassismus und Nationalismus“. |
| 10. April 2022    | Frankfurt am Main                                 | Demonstration mit 800 Teilnehmern unter dem Motto „Gegen Hetze und Diskriminierung der russischsprachigen Mitbürger. Gegen Krieg – Für Frieden“. Gegendemonstration unter dem Motto „Wir überlassen Frankfurt nicht den Kriegstreibern“ mit 2500 Teilnehmern. |
| 10. April 2022    | Kaufbeuren – Kempten                              | Autokorso mit 275 Autos und 600 Teilnehmern. |
| 24. April 2022    | Lahr/Schwarzwald                                  | Autokorso mit 100 Autos unter dem Motto „Diskriminierung von Russlanddeutschen, für Frieden in Deutschland, gegen Krieg“. |
| 24. April 2022    | Heilbronn                                         | Demonstration mit 150 Teilnehmern. |
| 24. April 2022    | Paderborn                                         | Autokorso mit 80 Autos mit den Slogans „Stop Rassismus“, „Wir sind für Frieden ohne Russophobie“ und „Stoppt US Aggressor“. |
| 30. April 2022    | Dresden                                           | Demonstration mit 200 Teilnehmern unter dem Motto „Weltfrieden, kein Krieg in Europa, Völkerverständigung, keine politische Propaganda in den Schulen“. |
| 1. Mai 2022       | Osnabrück                                         | Demonstration mit 170 Teilnehmern unter dem Motto „Gegen Rassismus, gegen Diskriminierung, gegen Waffenlieferung in Kriegsgebiete, für Austritt aus der Nato“. Gegendemonstration mit 135 Teilnehmern. |
| 8. Mai 2022       | Köln                                              | Motorradkorso mit 150 Motorrädern, darunter Sympathisanten der russischen Motorrad-Gang Nachtwölfe, vom Merheimer Friedhof zum Westfriedhof unter Mitführung von Fahnen der Sowjetunion. |
| 8. Mai 2022       | Köln                                              | Autokorso mit mehreren hundert Autos und 1000 Teilnehmern vom Fühlinger See über die Kölner Innenstadt zu einem Mahnmal für ermordete sowjetische Zwangsarbeiter im Gremberger Wäldchen. Gegendemonstration unter dem Motto „March of the Nations“ mit 2000 Teilnehmern. |
| 8. Mai 2022       | Zweibrücken – Homburg – St. Ingbert – Saarbrücken | Autokorso mit 85 Autos und 300 Teilnehmern unter dem Motto „Zeichen gegen Krieg“ und „gegen die Diskriminierung russischsprachiger Mitbürger“. |
| 8. Mai 2022       | Freiburg im Breisgau                              | Autokorso mit 80 Autos unter dem Motto „Gegen die Diskriminierung russischsprachiger Menschen - für einen schnellen Frieden in Europa“. Gegendemonstration mit 300 Teilnehmern. |
| 8. Mai 2022       | Frankfurt am Main                                 | Demonstration unter dem Motto „Gedenkaktion für Kriegsopfer“ und anschließende Demonstration unter dem Motto „Gegen Hetze und Diskriminierung russischsprachiger Mitbürger. Gegen Faschismus“ mit insgesamt 300 Teilnehmern. Gegendemonstration mit 1000 Teilnehmern unter dem Motto „Zug der Mütter gegen den Krieg in der Ukraine und in Europa“, organisiert vom Frankfurter Bündnis: Wir überlassen Frankfurt nicht den Kriegstreibern in Zusammenarbeit mit ukrainischen Aktivisten. |
| 9. Mai 2022       | Augsburg                                          | Demonstration unter dem Motto „Sieg über den Hitlerfaschismus“ mit 200 Teilnehmern. Gegendemonstration mit 150 Teilnehmern. |
| 9. Mai 2022       | München                                           | Demonstration unter dem Motto „Diskriminierung gegen russischsprachige Leute“ mit 150 Teilnehmern. Gegendemonstration mit 100 Teilnehmern. |
| 15. Mai 2022      | Nürnberg                                          | Demonstration auf der Wöhrder Wiese mit 150 Teilnehmern unter dem Motto „Gegen Russophobie, Diskriminierung, gegen Krieg“, die ursprünglich als Autokorso am 9. Mai vorgesehen war. Gegendemonstration unter dem Motto „Zusammen für ein freies, starkes Europa, gegen den russischen Aggressionskrieg“ mit 200 Teilnehmern. |
| 26. Juni 2022     | Freiburg im Breisgau                              | Autokorso mit 30 Autos und 60 Teilnehmern, darunter Anhänger der AfD und Verschwörungsideologen, unter dem Motto „Gegen Russophobie und für Frieden mit Russland“. Gegendemonstration mit 180 Teilnehmern unter dem Motto: „Stoppt den Krieg gegen die Ukraine! Keine Toleranz für russische Propaganda“. |
| 26. Juni 2022     | Hannover                                          | Demonstration auf dem Opernplatz mit 100 Teilnehmern unter dem Motto „Gegen Volksverhetzung, Mobbing und Diskriminierung der russischsprachigen Bevölkerung – Gegen die Waffenlieferung in Kriegsgebiete“. mit Rednern und Teilnehmern aus der Querdenkerszene. Gegendemonstration mit 80 Teilnehmern am Opernplatz und Gegendemonstration des Bündnisses „Stand With The Ukraine“ mit 650 Teilnehmern auf dem Georgsplatz unter dem Motto „Stand with Ukraine - gegen pro-russische (Kriegs-) Propaganda und für die Waffenlieferung in die Ukraine“.                                             |
| 4. September 2022 | Köln                                              | Demonstration des Bündnisses „Brücke Russland-Deutschland“ mit 800 Teilnehmern unter dem Motto „gegen Krieg und Waffenlieferungen an die Ukraine“. Bei der anmeldenden Person soll eine Nähe zu rechten Kreisen vorgelegen haben. Als Hauptredner traten der ehemalige Landtagsabgeordnete der Partei AfD André Poggenburg und der rechtsextreme Politiker Markus Beisicht auf. Gegendemonstrationen durch das Aktionsbündnis „Köln gegen Rechts“, das Bündnis „Köln stellt sich quer“, Omas gegen Rechts und „Freies Russland NRW“ unter dem Motto „Nie wieder Naziparolen“. mit 400 Teilnehmern. |
| 4. Dezember 2022  | Köln                                              | Demonstration mit 100 Teilnehmern gegen Waffenlieferungen in die Ukraine, den Krieg in der Ukraine und falsche Medienberichterstattung. Anmelder war eine Privatperson; Co-Anmelder der rechtsextreme Politiker Markus Beisicht. Gegendemonstrationen durch das Aktionsbündnis „Köln gegen Rechts“ und Omas gegen Rechts mit mehrere hundert Menschen. |
| 6. Mai 2023       | Köln                                              | Demonstration der rechtsextremen Gruppierung „Aufbruch Leverkusen“ und des Bündnisses „Brücke zwischen Deutschland und Russland“ mit 100 Teilnehmern und Autokorso von Leverkusen nach Köln mit 50 Autos. Unter den drei Anmeldern war der rechtsextreme Politiker Markus Beisicht. Drei Gegendemonstrationen durch ein Bündnis von rund 50 Gruppen mit insgesamt 400 Teilnehmern. |
| 20. August 2023   | Köln                                              | Autokorso mit 40 Autos und Motorrädern unter dem Motto „Frieden mit Russland“. Ursprünglich war geplant, dass die Route an einem ukrainischen Kulturfestival vorbeiführt. Zwei Gegendemonstrationen, in einem Fall mit einigen Hundert und im anderen Fall mit etwa 50 Teilnehmern. |
| 24. Februar 2024  | Köln                                              | Demonstration am Rudolfplatz mit 20 Teilnehmern um eine als putintreue Propagandistin geltende Kölnerin und dem rechtsextremen Politiker Markus Beisicht am 2. Jahrestag des russischen Überfalls auf die Ukraine. Gegendemonstration der Vereine „Klare Kante“ und „cityofhope cologne“. |

### Protestaktionen in Europa
| 4. März        | Belgrad  | Demonstration mit mehreren tausend Teilnehmern |
| 24. März       | Belgrad  | Demonstration mit mehreren tausend Teilnehmern |
| 26. März       | Larnaka  | Demonstration der Russischen Landsleute von Zypern mit 150 Teilnehmern |
| 3. April       | Athen    | Autokorso mit mehreren hundert Teilnehmern mit Autos mit dem Z-Symbol |
| 9. April 2022  | Limassol | Autokorso und Demonstration mit evtl. 20 Autos und 500 Teilnehmern |
| 15. April 2022 | Belgrad  | Demonstration mit mehreren tausend Teilnehmern einer rechtsgerichteten Gruppe aufgrund des Votums von Serbien für den Ausschluss Russlands aus dem UN-Menschenrechtsrat               |
| 9. Mai 2022    | Wien     | Demonstration mit etwa 200 Teilnehmern zum 77. Jahrestag des Kriegsendes unter Mitführung von russischen sowie sowjetischen Flaggen und Zeigen des Z-Symbols durch eine Teilnehmerin. |

### Protestaktionen am 8. und 9. Mai 2022
Deutschlandweit kam es am 8. Mai 2022, bei dem es sich um den Tag der Befreiung als Jahrestag der deutschen Kapitulation im Zweiten Weltkrieg handelt,
zu einer Häufung von pro-russischen Protestaktionen. Sie setzten sich am 9. Mai 2022 fort. Dieser Tag wird in Russland als Tag des Sieges begangen und schon in den vergangenen Jahren missbrauchte Putin das Gedenken immer mehr für seine Propaganda.
Der FDP-Politiker Konstantin Kuhle wies vor den prorussischen Protestaktionen am 8. und 9. Mai darauf hin, dass für sie die Versammlungsfreiheit gelte, dies unterscheide einen „liberalen Rechtsstaat von einem diktatorischen Regime wie Putins Russland“. Die Teilnehmer sollten sich selbstkritisch prüfen, „um nicht als nützliche Idioten für die widerliche Kriegspropaganda des Kreml instrumentalisiert zu werden“.
Der Präsident des Bundesamtes für Verfassungsschutz Thomas Haldenwang äußerte, dass der 9. Mai ein ideales Datum sei, „um für russische Propaganda ausgenutzt zu werden“. Bei den prorussischen Aktivitäten, wie Auto-Korsos und Demonstrationen, möchten sich laut Haldenwang „prorussische Akteure ... als Opfer darstellen und ... das Narrativ einer vermeintlichen Russophobie“ befeuern. Der damalige niedersächsische Innenminister Boris Pistorius sagte, es sei unerträglich, „wenn das Ende des zweiten Weltkriegs, der Sieg der Alliierten und damit die Befreiung Europas in Zusammenhang gebracht werden mit dem völkerrechtswidrigen Angriffskrieg gegen die Ukraine“.

### Versammlungsauflagen
Für die Veranstalter der Protestaktionen gab es Auflagen. Der russische Angriffskrieg in der Ukraine durfte weder in Wort noch Bild befürwortet werden noch durften das Z-Symbol, das Sankt-Georgs-Band oder Flaggen der UdSSR gezeigt werden. Wegen der verstärkten Nachfrage zum behördlichen Umgang mit derartigen Versammlungen erstellte das Schleswig-Holsteinische Innenministerium eine Handreichung für Kommunen und Polizei. Das Niedersächsische Innenministerium wies die Polizeibehörden durch einen Erlass an, dass gegen Missbrauch des Versammlungsrechtes für prorussische Kriegspropaganda sowie Verhöhnung oder Einschüchterung der aus der Ukraine geflüchteten Menschen vorzugehen sei.
Bei einem für den 24. April 2022 in Berlin angekündigten Autokorso verhängte die Polizei die Auflage, dass pro 25 Teilnehmer nur eine Russland-Flagge gezeigt werden durfte, wogegen der Veranstalter Beschwerde beim Verwaltungsgericht Berlin einreichte. Das Gericht wies sie mit der Begründung zurück, dass eine größere Anzahl von Fahnen martialisch und einschüchternd wirken und den Eindruck eines Siegeszuges hervorrufen könne.

### Strafverfahren
Die Protestaktionen in Deutschland verliefen bis Mitte April 2022 zumeist friedlich, im Verlauf der Aktionen wurden wenige Dutzend Straftaten festgestellt. In Einzelfällen kam es zum Zeigen verbotener Symbole, wie am 3. April 2022 mit dem „Z“-Symbol der russischen Kriegspropaganda in Berlin oder zu Angriffen auf Gegendemonstranten, wie am 10. April 2022 in Frankfurt am Main. In Niedersachsen wurden im April und Mai 2022 bei fünf Protestaktionen drei Ermittlungsverfahren wegen Straftaten und 16 Ordnungswidrigkeitenverfahren eingeleitet.
Im Jahr 2023 verurteilte das Amtsgericht Köln eine aus der ukrainischen Stadt Dnipro stammende und in Köln lebende Frau wegen der Billigung von Straftaten zu einer Geldstrafe, wogegen ihr Rechtsanwalt Berufung ankündigte. Sie hatte 2022 einen prorussischen Autokorso in Köln mit 1000 Teilnehmern angemeldet und soll in einem Interview den russischen Angriffskrieg gebilligt haben. Laut dem Gericht sei es unstrittig, dass Russland mit dem Einmarsch in die Ukraine gegen das Völkerrecht verstoße. 2024 setzte sich die Frau nach Russland ab, woraufhin das Ausländeramt Köln gegen sie ein 20-jähriges Einreiseverbot in den Schengen-Raum  verhängte.

## Reaktionen

### Gegenproteste
Die prorussischen Proteste in Deutschland führten zu Gegenprotesten, deren Teilnehmerzahlen zum Teil wesentlich höher lagen als die der anlassgebenden Veranstaltung. Größerer Art waren eine Gegendemonstration am 10. April 2022 in Hannover durch den Freundeskreis Hannover mit 3500 Teilnehmern und eine Gegendemonstration, unterstützt durch das Frankfurter Bündnis: Wir überlassen Frankfurt nicht den Kriegstreibern, von 2500 Personen am 10. April 2022 in Frankfurt am Main. Bei der Gegendemonstrationen in Hannover führten etwa 60 Teilnehmer eine Sitzblockade auf der Straße durch und stoppten den Autokorso teilweise. Aufgrund eines prorussischen Autokorsos am 8. Mai in Köln demonstrieren etwa 2000 Menschen gegen den Krieg in der Ukraine.

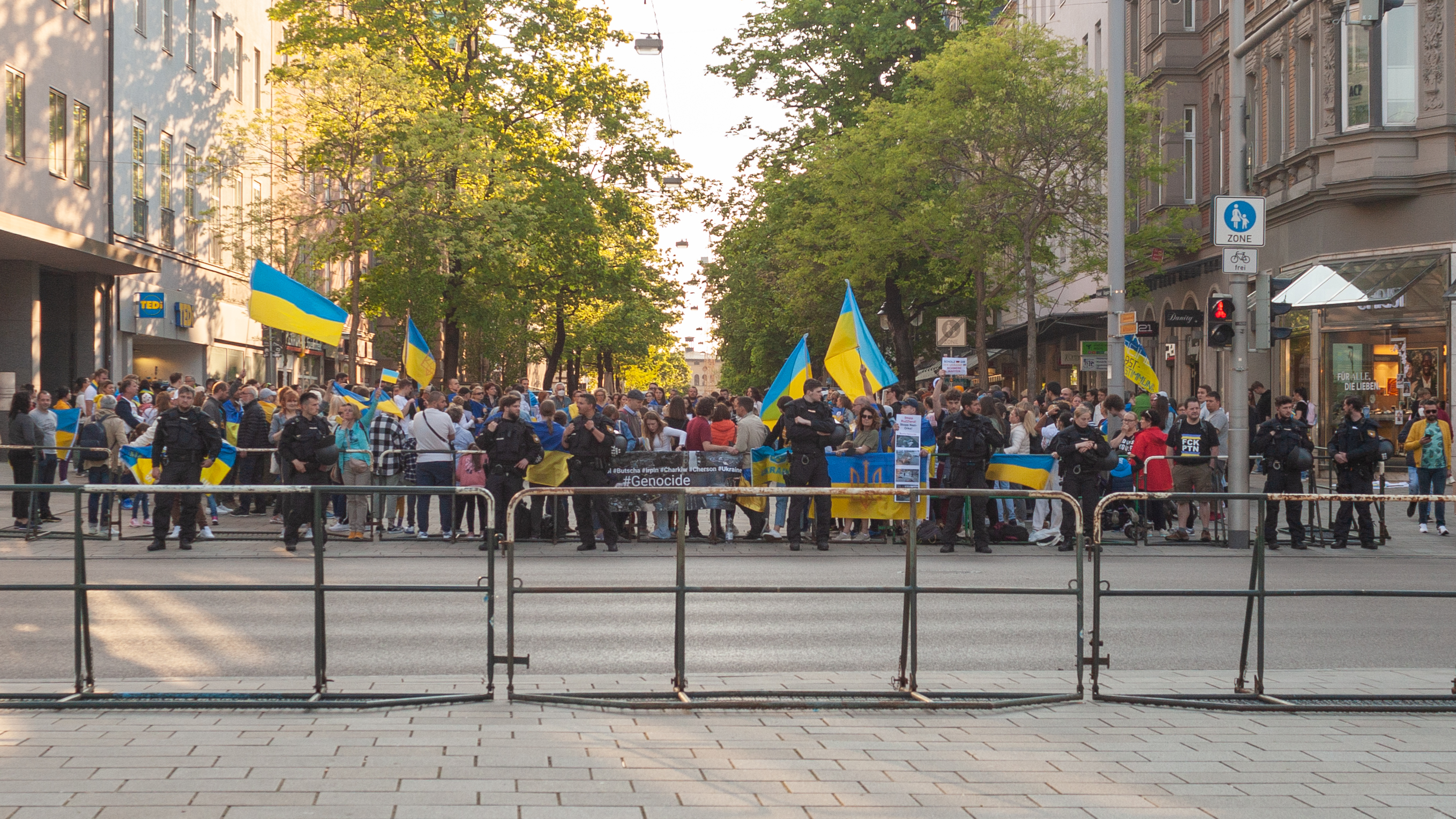
Gegenprotest in Augsburg zu einer prorussischen Demonstration, 9. Mai 2022
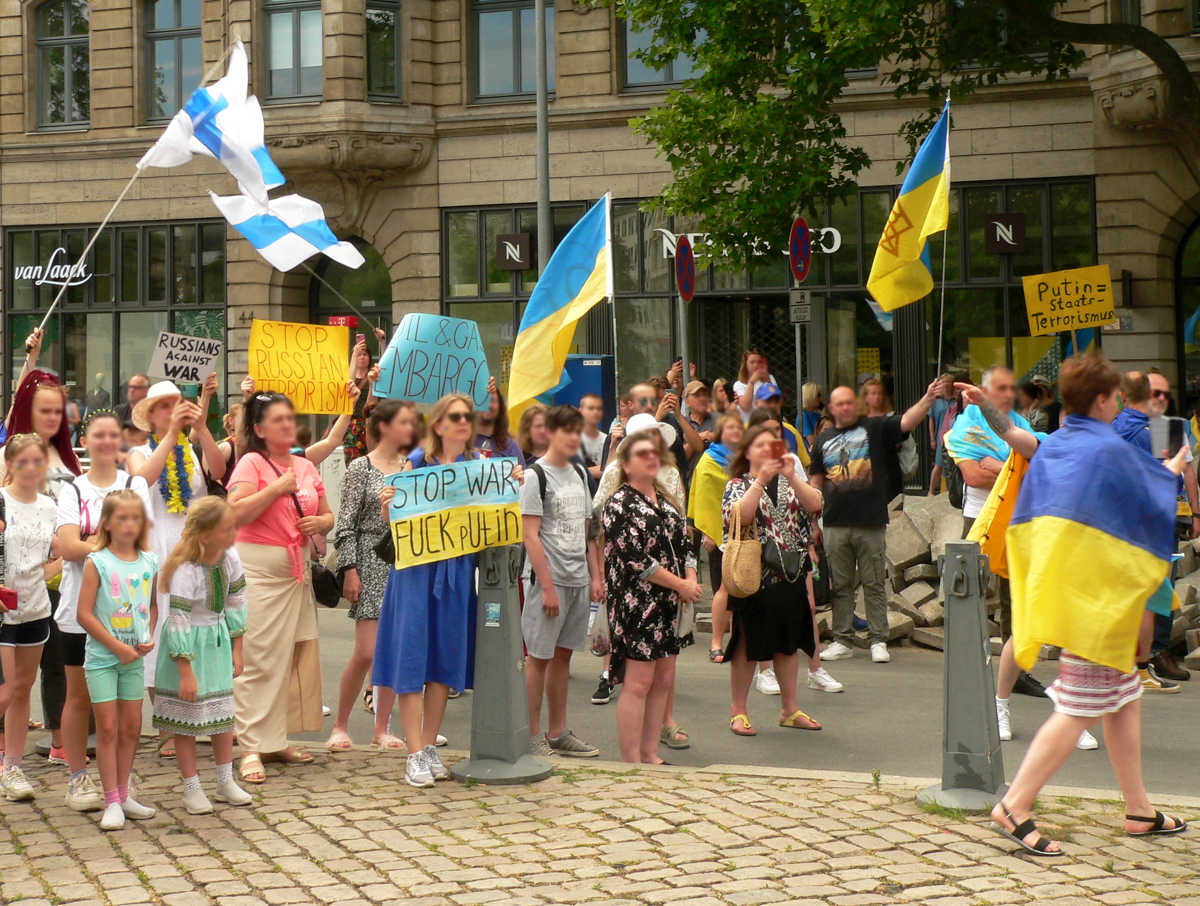
Gegenprotest auf der Georgstraße in Hannover
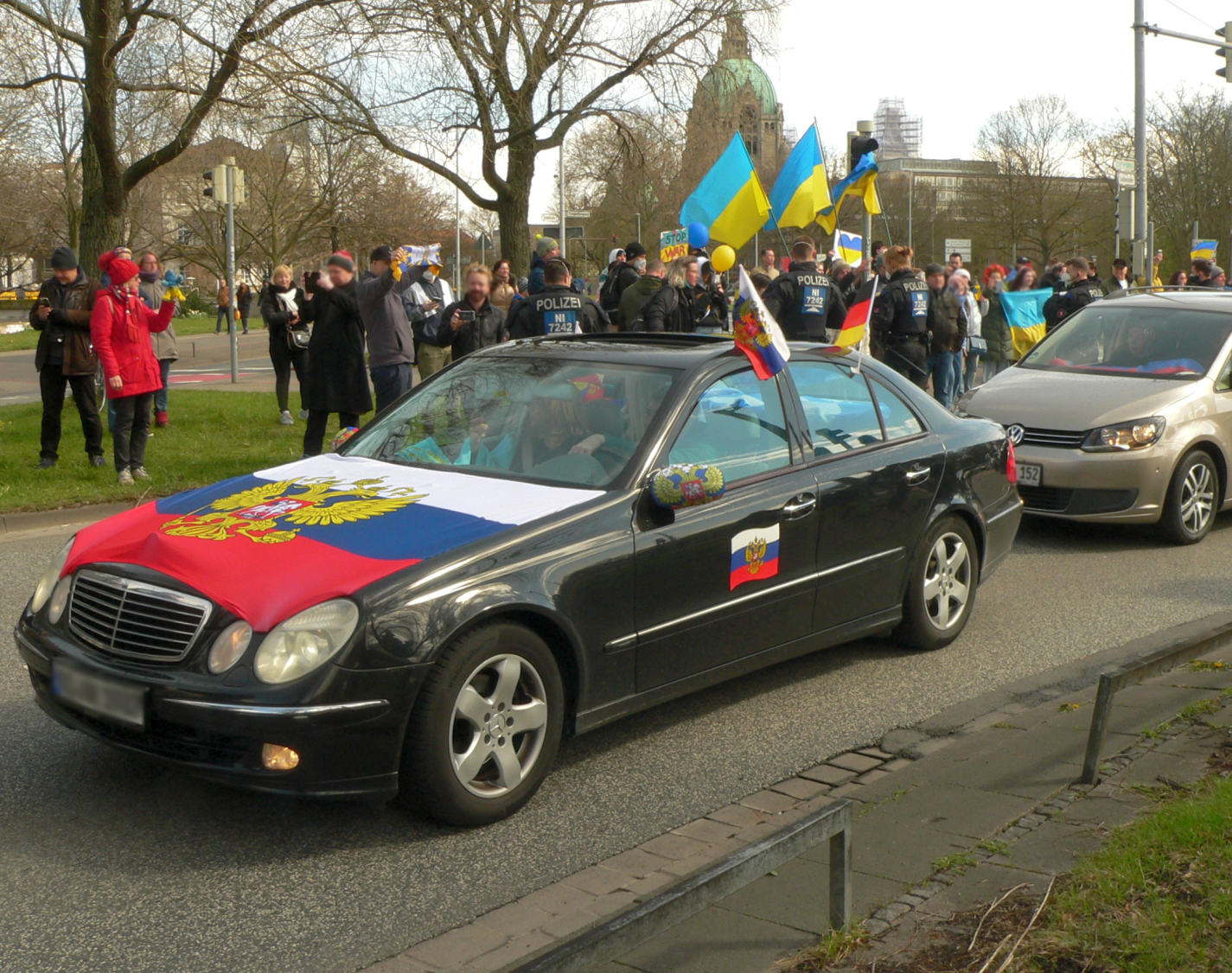
Gegenprotest am Friederikenplatz in Hannover
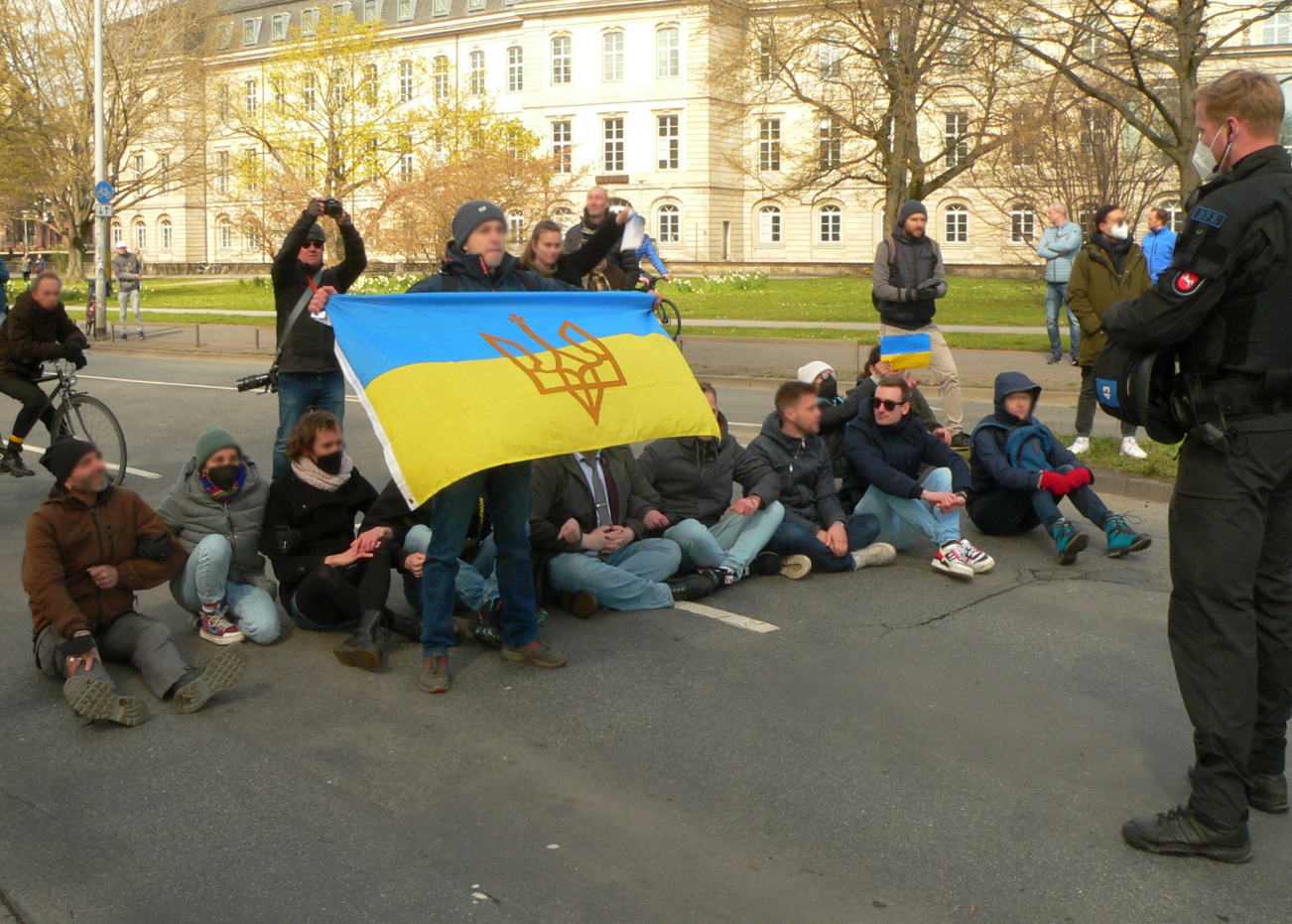
Straßenblockade in Hannover

### Kritik an prorussischen Protesten
Die innenpolitische Sprecherin von Bündnis 90/Die Grünen im Deutschen Bundestag Irene Mihalic sagte, dass sie es für unerträglich hält, wenn „angesichts des russischen Angriffskrieges und vor dem Hintergrund des massenhaften Mordens in Orten wie Butscha die Aggressoren öffentlich gefeiert werden.“ Nach Einschätzung des baden-württembergischen Ministerpräsidenten Winfried Kretschmann (Bündnis 90/Die Grünen) sei es nicht glaubwürdig, dass sich prorussische Autokorsos gegen die Diskriminierung der russischsprachigen Bevölkerung richten. Der hannoversche Oberbürgermeister Belit Onay (Bündnis 90/Die Grünen) hielt es für unverständlich, dass in Anbetracht des Krieges in der Ukraine Menschen als Autokorso mit russischen Fahnen durch die Stadt ziehen. Der Autokorso am 10. April 2022 in Hannover wäre darauf ausgelegt gewesen, „den Krieg in der Ukraine zu zelebrieren, Macht zu demonstrieren und russische Nationalität auszuleben“. Der ukrainische Botschafter Andrij Melnyk
hatte vorab den Autokorso in Hannover verurteilt und seine Durchführung als „eine Schande für Deutschland“ bezeichnet. Melnyk fragte nach dem Autokorso am 3. April 2022 in Berlin die Regierende Bürgermeisterin Franziska Giffey (SPD) „Um Himmels willen, wie konnten Sie diesen Auto-Corso der Schande mitten in Berlin zulassen?“ und betonte, dass an dem Tag die Massaker von Butscha an ukrainischen Zivilisten bekannt wurden. Zudem forderte er ein Verbot russischer Fahnen und anderer staatlicher russischer Symbole bei Demonstrationen in Deutschland.

## Bewertung

### Deutschland
Der Migrationsforscher Jannis Panagiotidis geht davon aus, dass ein Viertel der russischsprachigen Menschen in Deutschland unter dem Einfluss von russischer Propaganda steht. Die prorussischen Protest haben seiner Meinung nach mit der Angst vor angeblicher Russophobie zu tun, die in sozialen Netzwerken mit Fakes gezielt geschürt würde. Panagiotidis hielt es für keinen Zufall, „dass die Autokorsos in verschiedenen deutschen Städten gegen Diskriminierung mobilisierten und nicht etwa explizit für den Krieg.“ So habe sich die sonst politisch eher passive russischsprachige Community mobilisieren lassen.
Laut der Osteuropa-Historikerin Susanne Spahn sollte das von den russischen Staatsmedien RT und SNA geschürte Thema der angeblichen Diskriminierung von Russen und russischsprachigen Menschen in Deutschland differenziert gesehen werden. Es gäbe einen Unterschied zwischen real existierenden anti-russischen Anfeindungen und einer Kampagne, die das für politische Ziele aufbaut und nutzt.
Die Slawistin Gesine Dornblüth sah bei den prorussischen Protesten Parallelen zu den 2016 verbreiteten Fake News im Fall Lisa, den der Historiker Hubertus Knabe als russischen Einflussversuch in Deutschland wertete.
Das Bundesamt für Verfassungsschutz (BfV) wies auf gezielte Desinformationskampagnen hin, die das Ausmaß von Übergriffen und Anfeindungen gegen russischstämmige Personen überhöhen. Laut dem BfV habe die Russische Botschaft in Berlin viele unbestätigte Fälle von Übergriffen oder Diskriminierungen gegen diesen Personenkreis gesammelt und verbreitet.
In einer Handreichung des Schleswig-Holsteinischen Innenministeriums für Kommunen und Polizei heißt es zu prorussischen Protesten: „Das Thema richtet sich in diesen Fällen nur vordergründig gegen die Diskriminierung russischsprachiger Mitbürgerinnen und Mitbürger in Deutschland, um den völkerrechtswidrigen Angriffskrieg Russlands zu unterstützen.“
Zwischen den Akteuren prorussischer Autokorsos und dem Umfeld der Querdenker-, Coronaleugner und Impfgegner-Szene bestanden Verbindungen: Aufrufe zu Autokorsos wurden in den Telegramkanälen von Querdenker-Gruppen geteilt.

### Vermutete Steuerung durch Russland
Unter Berufung auf Russlandexperten schrieb die britische Tageszeitung The Times, dass die pro-russischen Proteste in Europa vom Kreml koordiniert sein könnten. Darauf deuteten der (meist gleiche) Zeitpunkt der Protestaktionen und ihre gleichartige Erscheinungsform mit der Teilnahme von fahnenschwingenden Nationalisten und dem Zeigen des Z-Symbols hin. Laut den Russland-Experten könnten Personen aus der russischen Diaspora von der europaweit vertretenen russischen Regierungsagentur Rossotrudnitschestwo gesteuert sein. Bezogen auf die Times schrieb die britische Zeitung Daily Mail, dass der Historiker Mark Galeotti es für wahrscheinlich oder zumindest möglich hält, dass der Kreml hinter den Protesten steckt. Die pro-russischen Proteste könnten dazu dienen, Zustimmung für Putins Invasion in der Ukraine zu gewinnen, da ihm die Unterstützung für seinen Krieg im Ausland fehle.